# Estadio José Joaquín "Colleya" Fonseca
El Estadio José Joaquín “Colleya” Fonseca es un estadio de fútbol.  Está ubicado en la ciudad de Guadalupe de Goicoechea, en la provincia de San José, Costa Rica.
El recinto ha sido utilizado históricamente por clubes de la Segunda División y la Primera División de Costa Rica.
Fue bautizado con ese nombre en homenaje a un destacado futbolista de la comunidad.  Originalmente, fue un pequeño inmueble deportivo con gradería de madera y césped natural, administrado íntegramente por la municipalidad de Goicoechea. Fue sede del equipo de fútbol  local, el Municipal Goicoechea (hoy desaparecido) por varias  décadas, desde los años 70s hasta inicios de la década del 2000.
Actualmente el estadio es sede del Guadalupe Fútbol Club, quien compite en la Segunda División de Costa Rica.

## Revive el "Colleya"
El Estadio Colleya Fonseca recibió remodelaciones por un monto de $1.500.000 y pasó a manos del grupo empresarial Icono, luego de que la municipalidad llegara a un acuerdo de administración con ellos en 2007.
El inmueble recibió cambios como la instalación de gramilla sintética, construcción de palcos, nuevas graderías y remodelación de la fachada, de camerinos y de los techos de la gradería.
El rediseño de la estructura se dio gracias a un convenio firmado entre la municipalidad de Goicochea y el grupo empresarial Icono , propiedad de Minor Vargas, en ese entonces presidente de los equipos Brujas y Barrio México.
Según Vargas, la idea era tener en este estadio fútbol de Primera y Segunda División, partidos de ligas menores y actividades culturales como conciertos o ferias, además de que podrá ser utilizado por niños y adultos mayores.
Óscar Figueroa, alcalde de Goicochea para esa época, afirmó que el proyecto tardó un año y siete meses en madurarse, y que este permite consolidar el desarrollo deportivo del cantón. Luego de las mejoras, el reducto fue rebautizado como Estadio CDI José Joaquín "Colleya" Fonseca.
El Barrio México utilizó el estadio como cancha oficial. Además, el equipo de la Universidad de Costa Rica la usó como una cancha alterna a su Estadio Ecológico.

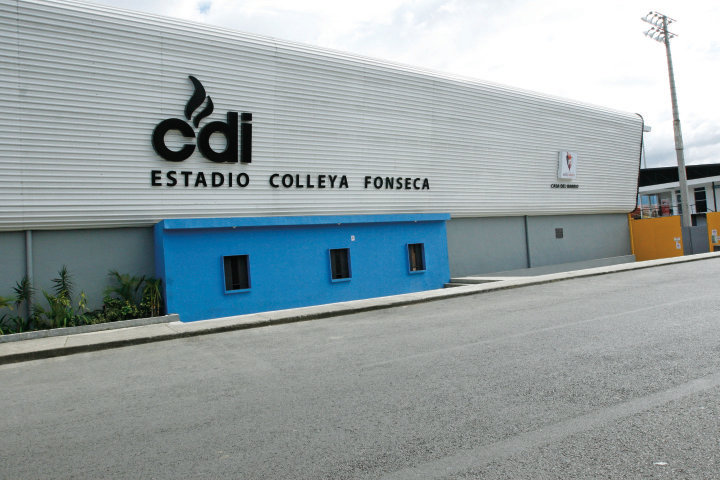
Afueras del Estadio José Joaquín "Colleya" Fonseca

También se manejó en su momento la opción de que el Brujas (equipo hoy desaparecido) pudiera utilizar el estadio para algunos compromisos, ya que por iluminación y cercanía con el centro de San José, el "Colleya" era una buena opción. Sin embargo, esto no llegó a suceder.
Según el alcalde, el convenio se da por un plazo de 10 años (hasta 2018), al final de los cuales el estadio será entregado a la municipalidad. La entidad no tuvo que desembolsar ninguna suma de dinero por los trabajos realizados.
La gramilla artificial adquirió longitudes reglamentarias de 105 metros de largo por 70 metros ancho y el estadio tiene capacidad para unos 4.000 a 4,500 espectadores.
Desde diciembre de 2009 el Colleya retomó protagonismo en todas las categorías. Incluso, a inicios de febrero de 2010 la Selección Nacional Mayor se entrenó por varios días en Guadalupe. A los equipos aficionados se les alquilan las instalaciones a toda hora del día.